# 宇城市立豊野小中学校
宇城市立豊野小中学校（うきしりつとよのしょうちゅうがっこう）は、熊本県宇城市豊野町糸石にある小中一貫校である。

## 沿革
- 2013年（平成25年）4月1日 - 宇城市立豊野小学校と宇城市立豊野中学校が統合し施設一体型の小中一貫校として創立。

## 通学区域
- 旧豊野町

## 学校周辺
- 小熊野川
- 豊野保育園
- 熊本県道32号小川嘉島線